# Luis Munive y Escobar
Luis Munive y Escobar (Chiautempan, Tlaxcala, 21 de julio de 1920 - 25 de mayo de 2001) fue un sacerdote y obispo mexicano, que se desempeñó como 1° Obispo de Tlaxcala, la cual dirigió desde la refundación de la diócesis en 1959 hasta pocos meses antes de su fallecimiento.
Durante su ministerio recorrió en diversas ocasiones todas las parroquias y comunidades de su diócesis, fundó el seminario de Tlaxcala, escuelas y hospitales católicos, y promovió la causa de beatificación de los Niños Mártires de Tlaxcala lo cual se logró en 1990.